# Horatio Frederick Phillips
Horatio Frederick Phillips, nacido el año 1845 en Streatham y fallecido en 1924, fue un pionero de la aviación del Reino Unido. Fue famoso por construir multiplanos con muchas más superficies de sustentación de las consideradas normales en aviones modernos.

## Máquinas voladoras

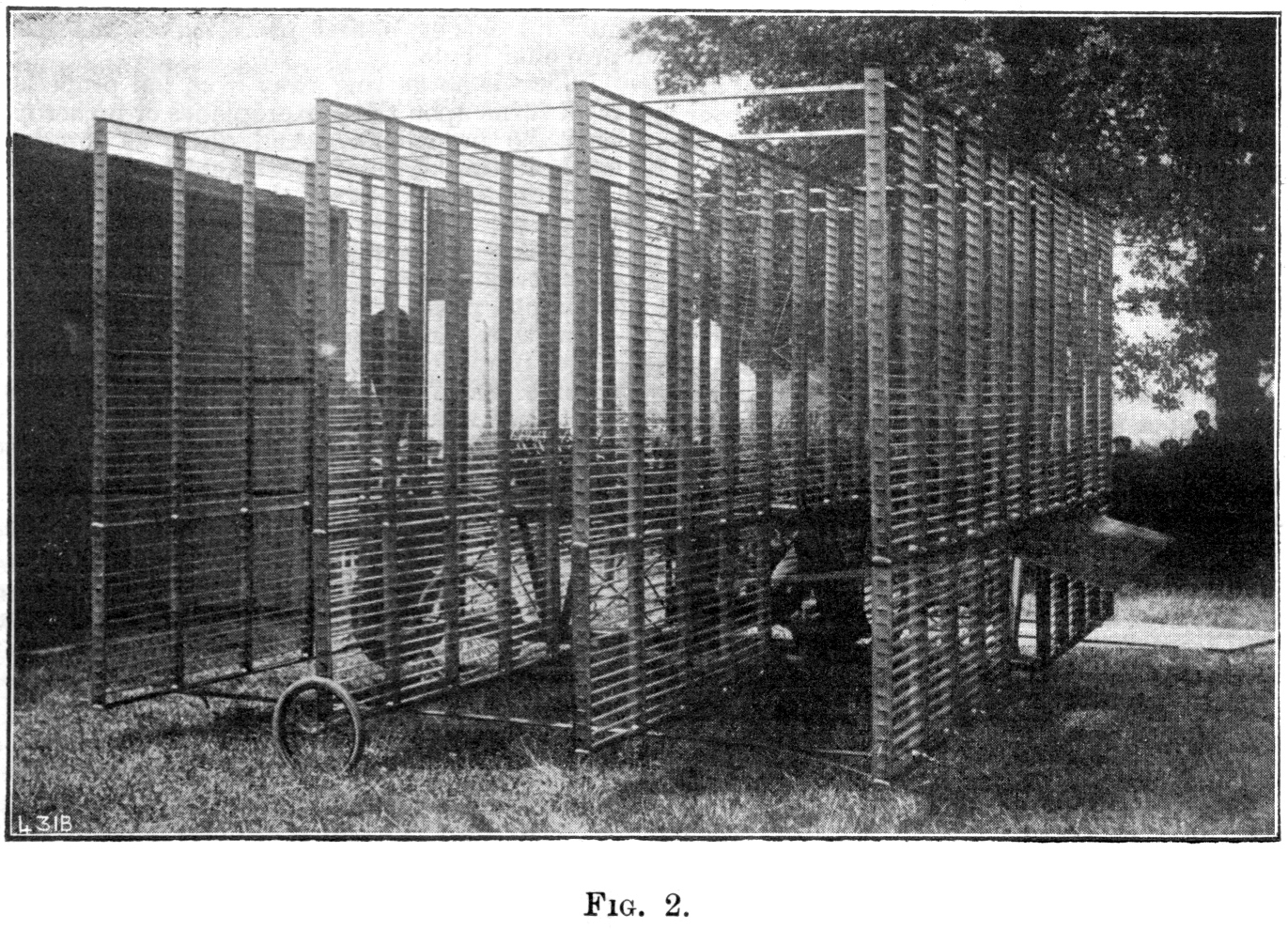
Máquina voladora de 1907, con 200 superficies sustentadoras

- Su máquina voladora de 1893 tenía 50 superficies de sustentación e implementaba un sistema patentado por Phillips que otorgaba una elevada sustentación sacrificando la estabilidad. Esta máquina no fue diseñada para ser tripulada, y se empleó para comprobar la capacidad de carga, llegando a soportar 180 kg.[2]
- Su multiplano de 1904, basado en el modelo anterior, podía ser tripulado por una persona. Empleaba 21 alas y disponía de una cola para estabilizar, pero el aparato fue incapaz de mantener vuelo sostenido.
- El multiplano de 1907 contaba con 200 superficies de sustentación, y llevó a cabo el primer vuelo motorizado tripulado en la Gran Bretaña, el 6 de abril de 1907.[3]

Phillips no siguió intentando crear nuevas máquinas voladoras tras este último modelo, y falleció en 1924.